# Ulrich Noethen

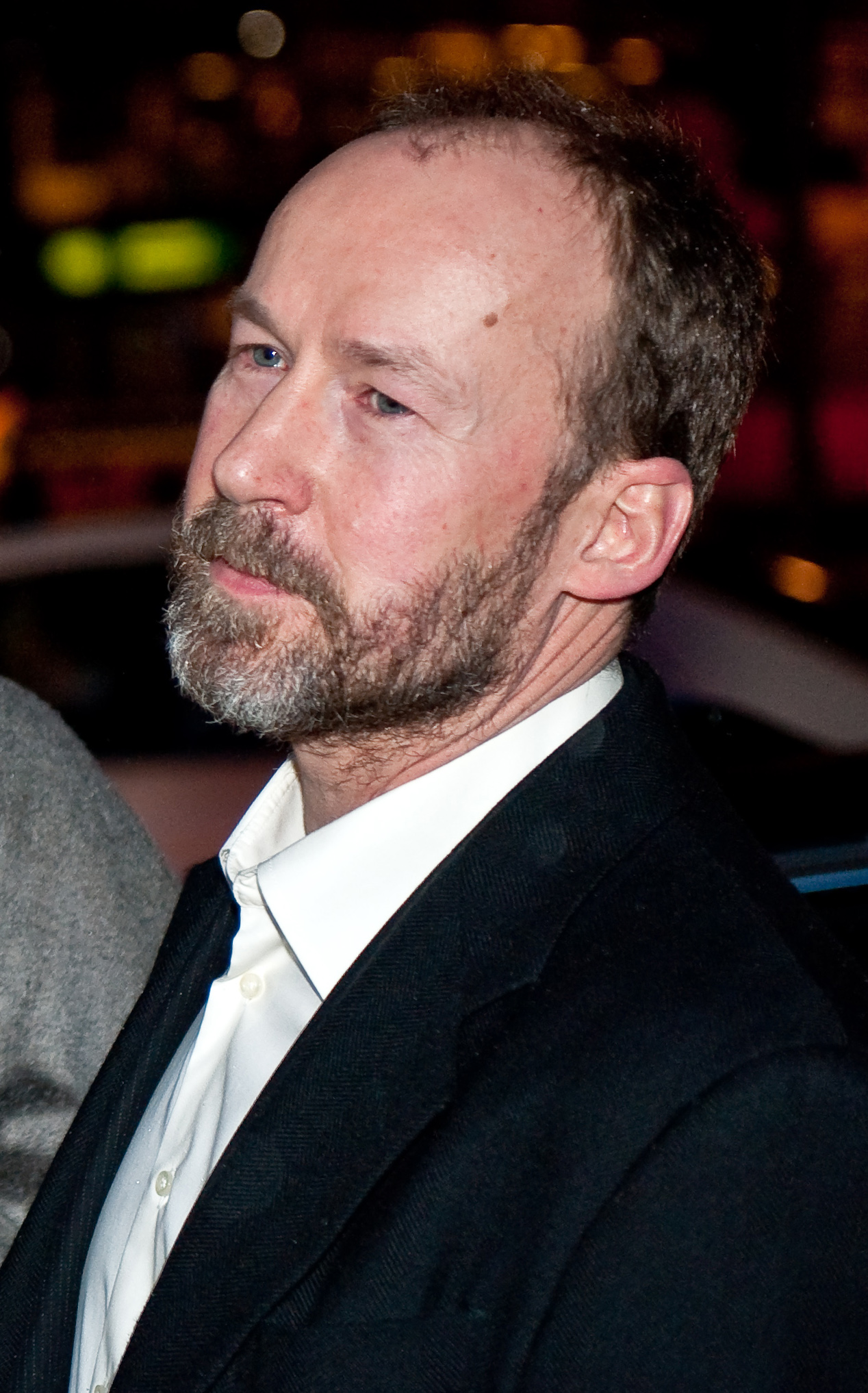
Ulrich Noethen auf der Berlinale, 2010

Ulrich Noethen (bürgerlich: Ulrich Schmid; * 18. November 1959 in München) ist ein deutscher Schauspieler, Hörspielsprecher sowie Hörbuchsprecher. 1997 hatte er seinen Durchbruch in Joseph Vilsmaiers Comedian Harmonists. Er spielte bislang in über 110 Film- und Fernsehproduktionen mit und war als Synchronsprecher aktiv.

## Leben
Ulrich Schmid wurde als jüngstes von fünf Kindern des Pastors Klaus-Peter Schmid (1920–2018) und seiner Frau Gerda, geb. Schlue, in München geboren. Die Familie wohnte zunächst in Neu-Ulm an der Donau, wo Schmids Vater Dekan an der Petruskirche in der Evangelisch-Lutherischen Kirche in Bayern war. Später zog die Familie nach Augsburg. Er machte das Abitur am dortigen Gymnasium bei St. Anna. Zunächst studierte er drei Semester lang Rechtswissenschaften, später dann Schauspiel an der Hochschule für Musik und Darstellende Kunst Stuttgart, das er 1986 mit dem Erwerb des Bühnenreifezeugnisses abschloss. Ulrich Schmid nahm als Künstlernamen den Geburtsnamen seiner Großmutter an (Noethen).
Ulrich Schmid alias Ulrich Noethen heiratete die Schauspielerin Friederike Wagner, mit der er eine Tochter hat. Das Paar lebte – nach dreizehn Ehejahren – von 2005 an getrennt. Seit 2009 ist die Ehe geschieden. Ulrich Noethen lebt mit Alina Bronsky und deren drei Kindern aus erster Ehe in Berlin-Charlottenburg. Das Paar hat eine gemeinsame Tochter.

## Werdegang

### Theater
Von 1985 bis 1987 gehörte Ulrich Noethen dem Ensemble der Städtischen Bühnen in Freiburg an. Daraufhin war er bis 1988 am Zelt-Ensemble Birach engagiert und wechselte dann für zwei Jahre ans Schauspiel Köln, wo er unter anderen unter der Regie von Frank Castorf und Max Färberböck arbeitete. Anschließend wechselte er zu den Staatlichen Schauspielbühnen Berlin. Auf sich aufmerksam machte er dort durch seine Darstellungsleistungen in Inszenierungen von Faust, Tod und Teufel und Ein Sommernachtstraum. Als die Staatlichen Bühnen Berlin geschlossen wurden, wechselte er zum Film.

### Film und Fernsehen

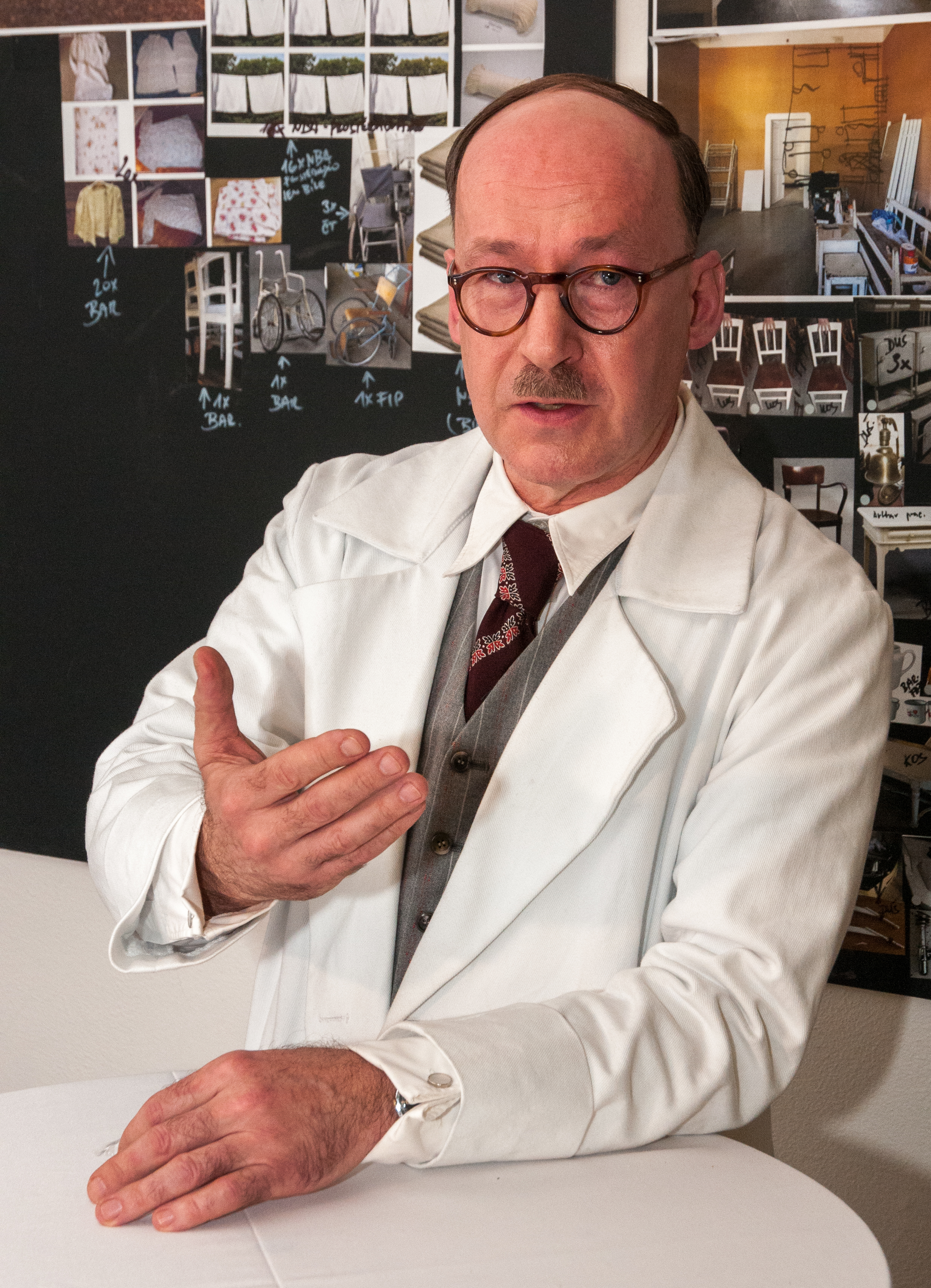
Ulrich Noethen als Ferdinand Sauerbruch, 2018

1991 war Noethen erstmals im Fernsehen in einer Episode der Krimiserie Eurocops zu sehen. 1995 spielte er in der sechsundzwanzigteiligen ARD-Fernsehserie Die Partner neben Jan Josef Liefers und Ann-Kathrin Kramer den ruhig veranlagten Hauptkommissar Martin Zobel. Unter der Regie von Dominik Graf spielte er in der Tatort-Folge Frau Bu lacht (1995) und in dem Thriller Der Skorpion (1997). Für seine Rolle des Arno Jürging in Der Skorpion wurde er für den Goldenen Löwen als bester Nebendarsteller nominiert.
1997 wurde für Noethen das Jahr seines Durchbruches als Filmschauspieler mit der Rolle des A-cappella-Sängers und Arrangeurs Harry Frommermann im erfolgreichen Kinofilm Comedian Harmonists. Für die Rolle wurde er 1998 mit dem Deutschen Filmpreis als bester Hauptdarsteller ausgezeichnet sowie, zusammen mit Ben Becker, Heino Ferch, Heinrich Schafmeister, Max Tidof und Kai Wiesinger, mit dem Bayerischen Filmpreis. 1997 gewann er den Bayerischen Fernsehpreis als bester Schauspieler in Der Ausbruch und Busenfreunde.
2000 verkörperte er neben Heike Makatsch, Rudolf Wessely und Jasmin Tabatabai den Theaterkritiker und Feuilletonisten Kurt Tucholsky in der Literaturverfilmung Gripsholm. 2001 spielte Noethen in Paul Maars Kinofilm Das Sams die Rolle des Herrn Taschenbier. Dem Genre der Kino-Familienkomödie blieb er auch in den folgenden Jahren treu, u. a. mit Rollen in Bibi Blocksberg (2002), Das fliegende Klassenzimmer nach Erich Kästner als Lehrer Dr. Johann „Justus“ Bökh (2003) und in der Fortsetzung von Das Sams Sams in Gefahr (2003).
2004 wirkte er in Oliver Hirschbiegels Film Der Untergang in der Rolle des Heinrich Himmler mit, eine Rolle, die er 2007 in Dani Levys schwarzer Komödie Mein Führer – Die wirklich wahrste Wahrheit über Adolf Hitler neben Helge Schneider, Sylvester Groth und Ulrich Mühe in völlig anderer Interpretation erneut besetzte. Ebenfalls 2004 sah man ihn im Fernsehdrama Der Boxer und die Friseuse als schwulen Starfriseur Fränki Laue. 2005 verkörperte er neben Matthias Schweighöfer und Meret Becker die Figur des Vaters in der Tragikomödie Polly Blue Eyes. Im gleichen Jahr erhielt er eine Nominierung für den Deutschen Fernsehpreis für seine schauspielerische Kreation des undurchsichtig coolen Bent Peerson in Carlo Rolas ZDF-Mehrteiler Die Patriarchin mit Iris Berben in der Hauptrolle.
2005 sah man ihn in Die Luftbrücke – Nur der Himmel war frei als Kriegsheimkehrer Dr. Alexander Kielberg erneut neben Heino Ferch und Ulrich Tukur. Für die Rolle erhielt er den Deutschen Fernsehpreis als bester Nebendarsteller. Am 2. Februar 2006 wurde er für seine Rolleninterpretationen in Die Luftbrücke, Der Boxer und die Friseuse, und Silberhochzeit als bester deutscher Schauspieler mit der Goldenen Kamera ausgezeichnet.
2007 verkörperte er in Rainer Kaufmanns Kinofilm Ein fliehendes Pferd nach der gleichnamigen Novelle von Martin Walser an der Seite von Ulrich Tukur und Katja Riemann die Rolle des Ehemanns Helmut Halm. Er wurde dafür in der Kategorie bester Hauptdarsteller für den Deutschen Filmpreis 2008 nominiert. 2009 war Ulrich Noethen als Kommissar Tabor Süden in zwei ZDF-Verfilmungen nach Friedrich Anis Kriminalromanen zu sehen. Für Kommissar Süden und der Luftgitarrist erhielt Noethen ebenso den Adolf-Grimme-Preis wie bereits zuvor für seine Hauptrolle in Hermine Huntgeburths Fernsehzweiteiler Teufelsbraten. Für seine Darstellung des französischen Monarchen Karl IX. in Jo Baiers Historienfilm Henri 4 (2009) war er für den Deutschen Filmpreis nominiert.
2012 stellte Noethen in Hannah Arendt den Philosophen Hans Jonas dar und gab den König in dem ARD-Märchenfilm Allerleirauh. Seit 2014 spielt er in der Fernsehreihe Neben der Spur den Psychiater Dr. Jessen. In der Literaturverfilmung Das Tagebuch der Anne Frank, die im Frühjahr 2015 gedreht wurde und am 3. März 2016 in die Kinos kam, spielt Noethen Annes Vater Otto Frank. Im Januar 2019 übernahm er in der zweiten Staffel der ARD-Historienarztserie Charité die Rolle des Chirurgen Ferdinand Sauerbruch.
Noethen ist Mitglied im Bundesverband Schauspiel (BFFS).
Noethen sollte ursprünglich ab 2002 die Rolle des Professor Boerne im Tatort Münster spielen, konnte aber wegen anderer interessanter Rollenangebote, die mit dem Langzeitformat Tatort kollidiert wären, seine ursprüngliche Zusage nicht aufrechterhalten.

## Filmografie

### Kino
- 1997: Comedian Harmonists

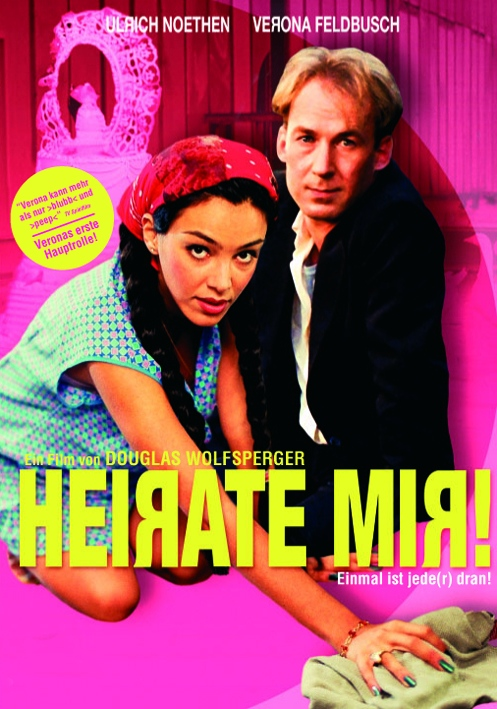
Ulrich Noethen (rechts) und Verona Feldbusch (links) in Heirate mir! von Douglas Wolfsperger (1999)

- 1999: Beresina oder Die letzten Tage der Schweiz
- 1999: Grüne Wüste
- 1999: Heirate mir! – Meine polnische Jungfrau
- 2000: Gripsholm
- 2001: Das Sams
- 2002: Bibi Blocksberg
- 2002: Die rote Jacke (Kurzfilm)
- 2002: Francisca – Auf welcher Seite stehst Du?
- 2002: Väter
- 2003: Das fliegende Klassenzimmer
- 2003: Sams in Gefahr
- 2004: Bibi Blocksberg und das Geheimnis der blauen Eulen
- 2004: Der Untergang
- 2004: Jargo
- 2004: Kammerflimmern
- 2004: Mörderische Elite
- 2004: Warum läuft Herr V. Amok?
- 2005: Polly Blue Eyes
- 2006: TKKG – Das Geheimnis um die rätselhafte Mind-Machine
- 2006: Das wahre Leben
- 2007: Ein fliehendes Pferd
- 2007: Mein Führer – Die wirklich wahrste Wahrheit über Adolf Hitler
- 2008: Was wenn der Tod uns scheidet?
- 2009: Erntedank. Ein Allgäu-Krimi
- 2009: Schattenwelt
- 2010: Henri 4
- 2010: Aghet – Ein Völkermord
- 2011: Die Unsichtbare
- 2012: Oh Boy
- 2012: Sams im Glück
- 2012: Hannah Arendt
- 2013: Scherbenpark
- 2013: Michael Kohlhaas (Synchronstimme von Mads Mikkelsen)
- 2014: Pettersson und Findus – Kleiner Quälgeist, große Freundschaft
- 2016: Das Tagebuch der Anne Frank
- 2018: Gladbeck
- 2019: Deutschstunde
- 2019: Die Ungewollten – Die Irrfahrt der St. Louis

### Fernsehfilme
- 1995: Dicke Freunde
- 1996: Der Parkhausmörder
- 1996: Lautlose Schritte
- 1996: Der Ausbruch
- 1997: Busenfreunde
- 1997: Der Skorpion
- 1997: Mein ist die Rache
- 1998: Busenfreunde 2 – Alles wird gut!
- 1999: Bangkok – Ein Mädchen verschwindet
- 1999: Beckmann und Markowski – Gehetzt
- 2000: Bonhoeffer – Die letzte Stufe
- 2001: Das Rätsel des blutroten Rubins
- 2001: Vera Brühne
- 2003: Geheime Geschichten
- 2004: Der Boxer und die Friseuse
- 2004: Die Patriarchin (Dreiteiler)
- 2005: Schiller
- 2005: Die Luftbrücke – Nur der Himmel war frei
- 2005: Ausgerechnet Weihnachten
- 2006: Silberhochzeit
- 2007: Teufelsbraten
- 2008: Ein starker Abgang
- 2008: Ein einfacheres Leben (Ett enklare liv)
- 2009: Meine Tochter und der Millionär
- 2010: Trau’ niemals deinem Chef
- 2011: Hindenburg
- 2011: Der Mann mit dem Fagott (Zweiteiler)
- 2011: Das unsichtbare Mädchen
- 2011: Es ist nicht vorbei
- 2011: Von Mäusen und Lügen
- 2012: Kennen Sie Ihren Liebhaber?
- 2012: Zwei übern Berg
- 2012: Allerleirauh
- 2012: Eine Hand wäscht die andere
- 2013: Die Erfinderbraut
- 2013: Mein Mann, ein Mörder
- 2014: Ich will dich
- 2015: Die Eisläuferin
- 2016: Die Akte General
- 2016: Die Ermittler – Nur für den Dienstgebrauch
- 2018: Ku’damm 59 (Dreiteiler)
- 2020: Unterleuten – Das zerrissene Dorf (Dreiteiler)
- 2020: Louis van Beethoven
- 2024: Ungeschminkt

### Fernsehserien und -reihen
- 1991: Eurocops (Episode Geständnis eines Toten)
- 1994: Im Namen des Gesetzes (Episode Die schöne Studentin)
- 1995: Die Partner (26 Folgen)
- 1995: Tatort: Frau Bu lacht
- 1996: Sperling und das Loch in der Wand
- 1997: Joy Fielding – Mörderischer Sommer
- 1998: Tatort: Money! Money!
- 1998: Siska (Episode Tod einer Würfelspielerin)
- 2000: Zwei Brüder (Episode Tod im See)
- 2003: Die Verbrechen des Professor Capellari (Episode Mord und Musik)
- 2003: Rosa Roth – Die Gedanken sind frei
- 2005: Siska (Episode Einfach nur sterben)
- 2007: Tatort: Strahlende Zukunft
- 2008: Kommissar Süden und das Geheimnis der Königin
- 2008: Kommissar Süden und der Luftgitarrist
- 2009: Stolberg (Episode Die Nacht vor der Hochzeit)
- 2009: Tatort: Tempelräuber
- 2009: Ein Fall für zwei (Episode Schmerz der Liebe)
- 2009: Erntedank. Ein Allgäu-Krimi
- 2010: Der Alte (Episode Teufel in Weiß)
- 2014–2022: Neben der Spur (als Johannes „Joe“ Jessen → siehe Episodenliste)
- 2015: Deutschland 83
- 2016: Polizeiruf 110: Sumpfgebiete
- 2017: Der Kriminalist (Episode Die offene Tür)
- 2018: Unter Verdacht: Verschlusssache
- 2018: Schwartz & Schwartz: Mein erster Mord
- 2019: Charité (2. Staffel)
- 2019: Vienna Blood – Königin der Nacht
- 2021: Furia (8 Folgen)
- 2021: Die Wespe
- seit 2022: Wendland (als Jakob Stiller → siehe Episodenliste)
- 2025: Parallel Me (Fernsehserie, 8 Folgen)

## Theatrografie (Auswahl)
- 1988: Hamlet
- 1989: Glaube Liebe Hoffnung
- 1990: Faust. Eine Tragödie
- 1990: Liebe Macht Tod
- 1990: Tod und Teufel
- 1991: Böhmen am Meer
- 1992: Britannicus
- 1992: Ein Sommernachtstraum
- 2004: Die Wildente

## Hörbücher (Auswahl)
- 1999: Klaus Mann: Der Wendepunkt, Lesung, Regie: Petra Meyenburg. MDR/BR 1999 / der Hörverlag 2004, ISBN 3-89584-958-8.
- 2003: J. R. R. Tolkien: Roverandom, der Hörverlag & Audible
- 2003: Michel Houellebecq: Plattform
- 2005: Hermann Hesse: Narziß und Goldmund
- 2005: Louis de Bernières: Traum aus Stein und Federn
- 2005: Roald Dahl: Charlie und die Schokoladenfabrik
- 2005: Imre Kertész: Detektivgeschichte
- 2005: John Griesemer: Rausch
- 2006: Hermann Hesse: Demian
- 2006: Lewis Wallace: Ben Hur
- 2006: Orhan Pamuk: Istanbul
- 2007: Andreas Eschbach: Ausgebrannt
- 2007: J. R. Moehringer: Tenderbar
- 2007: Thomas Mann: Doktor Faustus
- 2007: Thomas Hürlimann: Vierzig Rosen
- 2008: Margaret Mitchell: Vom Winde verweht – ungekürzte Lesung.
- 2008: Orhan Pamuk: Das Museum der Unschuld
- 2008: Sándor Márai: Die Möwe
- 2008: Pearl S. Buck: Die gute Erde
- 2009: Leo N. Tolstoi: Krieg und Frieden. Aus dem Russischen von Hermann Röhl. Der Audio Verlag (DAV), Berlin 2009, ISBN 978-3-89813-822-2 (Lesung, 54 CDs, 67 Std.)
- 2009: Andreas Eschbach: Ein König für Deutschland, Lübbe Audio
- 2009: Rudyard Kipling: Indische Erzählungen
- 2009: Dietrich Grönemeyer: Der kleine Medicus
- 2009: Peter Temple: Kalter August
- 2010: Michael Ende: Jim Knopf und Lukas der Lokomotivführer
- 2010: Michael Ende: Jim Knopf und die Wilde 13
- 2011: Eugen Ruge: In Zeiten des abnehmenden Lichts
- 2011: Hans Fallada: Jeder stirbt für sich allein. Hörbuch Hamburg, ISBN 978-3-86952-145-9.
- 2012: Alex Capus: Léon und Louise – gekürzte Lesung. der Hörverlag
- 2012: Hans Fallada: Ein Mann will nach oben. Hörbuch Hamburg, ISBN 978-3-86952-117-6.
- 2013: Martin Gregor-Dellin: Richard Wagner. Hörbuch Hamburg, ISBN 978-3-86952-154-1.
- 2013: Hans Fallada: Der Bettler, der Glück bringt, Osterwold Audio, Hamburg, ISBN 978-3-86952-150-3.
- 2013: Leo N. Tolstoi: Anna Karenina. Aus dem Russischen von Rosemarie Tietze. Der Audio Verlag (DAV), Berlin, 2013, ISBN 978-3-86231-252-8 (Lesung, 30 CDs, ca. 40 Std.).
- 2014: Hans Fallada: Der Alpdruck. Hörbuch Hamburg, ISBN 978-3-86952-204-3.
- 2014: Volker Weidermann: Ostende 1936. Sommer der Freundschaft. Der Audio Verlag (DAV), Berlin, 2014, ISBN 978-3-86231-352-5.
- 2014: Astrid Lindgren: Ronja Räubertochter. Oetinger, ISBN 978-3-8373-0757-3.
- 2016: Jane Gardam: Ein untadeliger Mann. Hörbuch Hamburg, ISBN 978-3-86952-165-7.
- 2016: Friedrich Ani: Nackter Mann, der brennt. Hörbuch Hamburg, ISBN 978-3-95713-060-0.
- 2017: Daniel Kehlmann: Tyll. Argon Verlag, ISBN 978-3-8398-1604-2.
- 2017: Uwe Timm: Ikarien
- 2019: Eugen Ruge: Metropol, Lesung in 20 Folgen, mit Ulrike Krumbiegel als Sprecherin (MDR/Argon-Verlag)
- 2021: Eugen Ruge: Cabo de Gata, Argon Verlag, ISBN 978-3-7324-1247-1.
- 2021: Johann Georg Theodor Grässe: Sagenreise durch Mecklenburg-Vorpommern, der Hörverlag, ISBN 978-3-8445-4470-1. (Hörbuch Download)
- 2022: Hans Fallada: Warnung vor Büchern, Hörbuch Hamburg, ISBN 978-3-8449-2925-6.
- 2023: Eugen Ruge: Pompeji oder Die fünf Reden des Jowna, Argon Verlag, ISBN 978-3-8398-2018-6.
- 2024: Otfried Preußler: Schluss mit der Räuberei, Hörbuch Hamburg & BookBeat, ISBN 978-3-8449-2441-1 (Der Räuber Hotzenplotz 3, Hörbuch-Download)

## Hörspiele und Features (Auswahl)
- 1989: Bernard-Marie Koltès: Rückkehr in die Wüste – Regie: Norbert Schaeffer (Hörspiel – SDR/RIAS Berlin)
- 2002: Samuel Shem: House of God (Roy) – Regie: Norbert Schaeffer (Hörspiel – MDR)
- 2004: Agnieszka Lessmann: Cobains Asche – Regie: Walter Adler (Hörspiel – SWR)
- 2006: Ted Lewis: Schwere Körperverletzung – Regie: Annette Kurth (Hörspiel – WDR)
- 2006: Jörg Graser: Diridari – Regie: Robert Matejka (Hörspiel – DKultur)
- 2007: Thomas Mann: Doktor Faustus – Regie: Leonhard Koppelmann (Hörspiel – HR[9], 2009 im Hörverlag erschienen)
- 2008: Jan Costin Wagner: Das Schweigen – Regie: Annette Kurth (Hörspiel – WDR)
- 2008: Thomas Mann: Der Tod in Venedig – Regie: Ulrich Lampen (Hörspiel – HR/NDR)
- 2009: Florian Goldberg, Heike Tauch: Es wird Fragen geben. Ein west-östliches Tagebuch – Regie: Heike Tauch (Hörspiel – WDR)
- 2009: Michael Ende: Jim Knopf und Lukas, der Lokomotivführer (6 Teile) – Regie: Petra Feldhoff (Hörspiel – WDR)
- 2010: Hans Henny Jahnn: Nacht aus Blei – Bearbeitung und Regie: Alexander Schuhmacher (Hörspiel – DKultur)
- 2011: Hans Pleschinski: Ludwigshöhe (2 Teile) – Bearbeitung und Regie: Irene Schuck (Hörspiel – NDR/DKultur)
- 2013: Peter Moritz Pickhaus: Verdächtiger # 1.7 (Chinas Künstler und Dissident Ai Weiwei) – Regie: Nikolai von Koslowski (Feature – WDR/NDR/DKultur)
- 2014: Robert Louis Stevenson: Die Schatzinsel (4 Teile) – Regie: Leonhard Koppelmann (Hörspiel – HR)
- 2014: Christine Sievers, Nicolaus Schröder: Die Todesstrafe ist angemessen – Urteil auf Bestellung – Regie: Philippe Bruehl (Feature, WDR)
- 2014: Roland Schimmelpfennig: Die vier Himmelsrichtungen – Regie: Stefan Kanis (Hörspiel – MDR)
- 2014: Andra Joeckle: Das Tangotier oder Reibung erzeugt Wärme – Regie: Alexander Schuhmacher (Hörspiel – DKultur)
- 2014: Catherine Milliken, Dietmar Wiesner: Bunyah – Regie: Catherine Milliken / Dietmar Wiesner (Hörspiel – SWR)
- 2014: Henry James: Washington Square – Regie: Silke Hildebrandt (Hörspiel – MDR)
- 2015: Wilhelm Genazino: Ein Regenschirm für diesen Tag (Herr Habedank) – Bearbeitung und Regie: Lutz Oehmichen/Heike Tauch (Hörspiel (3D-Kunstkopf) – RBB)
- 2016: Hermann Hesse: Siddartha (3 Teile) – Regie: Leonhard Koppelmann (Hörspiel – HR)
- 2016: Roland Koch: Alleestraße. Regie: Fabian von Freier. (Hörspiel – DLF)
- 2018: Volker Kutscher: Der nasse Fisch (Das Hörspiel zu Babylon Berlin) – Regie: Benjamin Quabeck (Hörspiel-Serie – WDR/Radio Bremen/rbb)[10]
- 2019: Jane Austen: Verstand und Gefühl (3 Teile) – Bearbeitung und Regie: Alexander Schuhmacher (Hörspiel – HR)
- 2021: John Steinbeck: Jenseits von Eden (8 Teile) – Regie: Christiane Ohaus (Hörspiel-Serie – NDR)
- 2022: Simone Buchholz, Mareike Fallwickl, Berit Glanz und Karen Köhler: 10 Atemzüge (10 Teile) – Regie: Silke Hildebrandt (Hörspiel-Serie – HR)[11]
- 2023: Marcel Proust: Die Entflohene (4 Teile) – Regie: Ulrich Lampen (Hörspiel – SWR/DLR)
- 2023: Patricia Highsmith: Der süße Wahn (2 Teile) – Regie: Cordula Dickmeiß (Hörspiel – NDR/SRF)
- 2023: Jan Wilm: Mit ins Grab genommen – Zeitreise zu den letzten Tagen von Edgar Allan Poe. Regie: Roman Ruthardt. (Hörspiel – DKultur)
- 2024: Benedict Wells: Hard Land. 49 Geheimnisse vom Erwachsenwerden (3 Teile) – Regie: Leonhard Koppelmann (Hörspiel – HR)

## Auszeichnungen
- 1997: Goldener Löwe, Bester Nebendarsteller, für Der Ausbruch
- 1997: Bayerischer Fernsehpreis, Bester Hauptdarsteller für Der Ausbruch und Busenfreunde
- 1998: Deutscher Filmpreis, Bester Hauptdarsteller für Comedian Harmonists
- 1998: Bayerischer Filmpreis, Sonderpreis für Comedian Harmonists
- 2000: Bayerischer Filmpreis, Darstellerpreis für Das Sams
- 2006: Deutscher Fernsehpreis – Bester Schauspieler Nebenrolle für Die Luftbrücke – Nur der Himmel war frei
- 2006: Goldene Kamera, Bester deutscher Schauspieler für Silberhochzeit und Die Luftbrücke
- 2007: Preis der deutschen Filmkritik, Bester Darsteller für Mein Führer – Die wirklich wahrste Wahrheit über Adolf Hitler
- 2009: Adolf-Grimme-Preis, Hauptdarstellung in Teufelsbraten (zusammen mit Volker Einrauch, Hermine Huntgeburth, Anna Fischer (Darstellung) und Bettina Schmidt)[12]
- 2010: Adolf-Grimme-Preis für die Darstellung in Kommissar Süden und der Luftgitarrist (zusammen mit Friedrich Ani, Dominik Graf, Alexander Fischerkoesen, Dieter Schleip, Jeanette Hain und Martin Feifel)
- 2012: Deutscher Schauspielerpreis, männliche Nebenrolle für Die Unsichtbare
- 2012: Der weiße Elefant, für die Darstellung des Bruno Taschenbier in Sams im Glück
- 2012: Preis für eine herausragende darstellerische Leistung beim Fernsehfilm-Festival Baden-Baden für Das unsichtbare Mädchen.
- 2017: Deutscher Hörbuchpreis in der Sparte «Bester Interpret» für seine Lesung von Nackter Mann, der brennt von Friedrich Ani.
- 2021: Robert-Geisendörfer-Preis für die Darstellung des Kapitäns Gustav Schröder in Die Ungewollten – Die Irrfahrt der St. Louis.